# Matti Pietikäinen
Matti Pietikäinen (ur. 29 października 1927 w Kuopio, zm. 15 listopada 1967) – fiński skoczek narciarski, reprezentant klubu Puijon Hiihtoseura, mistrz świata z 1954, uczestnik Zimowych Igrzysk Olimpijskich 1948.

## Kariera
W 1948 uczestniczył w konkursie skoków w ramach zimowych igrzysk olimpijskich w Sankt Moritz. W pierwszej serii uzyskał najlepszy wynik spośród wszystkich startujących zawodników – 69,5 metra. W serii finałowej uzyskał rezultat o pół metra gorszy i w wyniku tego zajął czwarte miejsce. Do zwycięzcy, Pettera Hugsteda, stracił 3,5 punktu, a do brązowego medalisty, Thorleifa Schjelderupa – 0,5 punktu.
15 lutego 1954, na skoczni Källviksbacken (K-80) w Falun, został mistrzem świata w skokach narciarskich. Skoki na 76,5 oraz 78 metrów pozwoliły Pietikäinenowi na pokonanie głównych rywali – Veikko Heinonena i Brora Östmana. Jednocześnie został pierwszym fińskim skoczkiem narciarskim, który zdobył tytuł mistrza świata.
W styczniu 1954 uczestniczył w konkursach skoków narciarskich w Partenkirchen, Innsbrucku i Bischofshofen. W Innsbrucku zajął drugie miejsce, przegrywając z Olafem Bjørnem Bjørnstadem, w Bischofshofen był trzeci za Josefem Bradlem i Arnfinnem Bergmannem oraz ex aequo z Bjørnstadem, a w Partenkirchen zajął jedenaste miejsce.
W 1949 wygrał igrzyska narciarskie Puijo. W 1951 zwyciężył w Turnieju Szwajcarskim i w zawodach narciarskich w Rovaniemi. Także w 1951 ustanowił pierwszy rekord nowo wybudowanej skoczni Puijo w Kuopio, lądując na 86. metrze. W 1954 zwyciężył w igrzyskach narciarskich w Lahti. W tym samym roku zakończył sportową karierę.
Miał dwóch braci – Lauri i Aatto, którzy także uprawiali skoki narciarskie. Aatto Pietikäinen uczestniczył w konkursie olimpijskim w Sankt Moritz, gdzie zajął ósme miejsce.
W listopadzie 1967 Matti Pietikäinen zginął w wypadku samochodowym.

## Osiągnięcia

### Igrzyska olimpijskie
| Miejsce | Dzień    | Rok  | Miejscowość  | Skocznia       | Punkt K | Konkurs  | Skok 1 | Nota 1    | Skok 2 | Nota 2    | Nota łączna | Strata  | Zwycięzca      |
| ------- | -------- | ---- | ------------ | -------------- | ------- | -------- | ------ | --------- | ------ | --------- | ----------- | ------- | -------------- |
| 4.      | 7 lutego | 1948 | Sankt Moritz | Olympiaschanze | K-68    | indywid. | 69,5 m | 112,2 pkt | 69,0 m | 112,4 pkt | 224,6 pkt   | 3,5 pkt | Petter Hugsted |

## Mistrzostwa świata
| Miejsce | Dzień     | Rok  | Miejscowość | Skocznia       | Punkt K | Konkurs  | Skok 1 | Skok 2 | Nota      | Strata | Zwycięzca |
| ------- | --------- | ---- | ----------- | -------------- | ------- | -------- | ------ | ------ | --------- | ------ | --------- |
| 1.      | 14 lutego | 1954 | Falun       | Källviksbacken | K-80    | indywid. | 76,5 m | 78,0 m | 230,5 pkt | –      | –         |